# Округ Вебстер (Ајова)
Округ Вебстер (енгл. Webster County) је округ у америчкој савезној држави Ајова.

## Демографија
По попису из 2010. године број становника је 38.013, што је 2.222 (-5,5%) становника мање 2000. године.
| Група             | 2000.          | 2010.          |
| Белци             | 37.166 (92,4%) | 34.210 (90,0%) |
| Афроамериканци    | 1.364 (3,4%)   | 1.462 (3,8%)   |
| Азијати           | 267 (0,7%)     | 246 (0,6%)     |
| Хиспаноамериканци | 944 (2,3%)     | 1.446 (3,8%)   |
| Укупно            | 40.235         | 38.013         |